# Ekstraordinære tal
I talteori er et ekstraordinært tal et naturligt tal n hvis største primfaktor er skarpt større end {\displaystyle {\sqrt {n}}}.
Alle primtal er ekstraordinære tal.

## Eksempler
De første få ekstraordinære tal er
2, 3, 5, 6, 7, 10, 11, 13, 14, 15, 17, 19, 20, 21, 22, 23, 26, 28, 29, 31, 33, 34, 35, 37, 38, 39, 41, 42, 43, 44, 46, 47, 51, 52, 53, 55, 57, 58, 59, 61, 62, 65, 66, 67....  A064052
De første ikke primiske ekstraordinære tal er
6, 10, 14, 15, 20, 21, 22, 26, 28, 33, 34, 35, 38, 39, 42, 44, 46, 51, 52, 55, 57, 58, 62, 65, 66, 68, 69, 74, 76, 77, 78, 82, 85, 86, 87, 88, 91, 92, 93, 94, 95, 99, 102....